# José Manuel Espelius y Esquivel
José Manuel de Espelius y Esquivel (Sevilla, 16 de junio de 1807 - 1875) fue un político español.

## Familia
Hijo de Francisco de Paula Speileux y de la Quintana (Sevilla, 14 de noviembre de 1768 - 1840) y de su mujer (Sevilla, 26 de junio de 1802) María de los Dolores Esquivel y Castañeda; nieto paterno de José Antonio Speileux y Espresy (Barcelona, 1725 - 1794) y de su mujer (Barcelona, 12 de marzo de 1760) Feliciana de la Quintana.

## Biografía
Alcalde de La Habana en 1854.

## Matrimonio y descendencia
Casó en La Habana el 5 de diciembre de 1839 con María Gertrudis Matienzo y Pedroso (La Habana, 3 de enero de 1820 - 1890), hija de José Domingo Matienzo y Ugarte (La Habana, 23 de abril de 1777 - 28 de agosto de 1868) y de su mujer (La Habana, 18 de diciembre de 1817) María Gertrudis Pedroso y Herrera.